# Río Samóilova Balka
El río Samóilova Balka (del ruso: Само́йлова Ба́лка) es un río del raión de Gulkévichi del krai de Krasnodar, en el sur de Rusia, afluente por la izquierda del río Kubán.

## Curso
Nace al suroeste de Otrado-Olginskoye y discurre en sus 38.1 km de longitud predominantemente en dirección noroeste. Su curso está represado en su mayor parte. En sus márgenes quedan las siguientes localidades: Zariá, Krupski, Gulkévichi, Telman y Samóilov. Desemboca en el Kubán entre Krasnoselski y Novoukrainskoye.